# Monophyllaea tenuis
Monophyllaea tenuis är en tvåhjärtbladig växtart som beskrevs av Brian Laurence Burtt. Monophyllaea tenuis ingår i släktet Monophyllaea och familjen Gesneriaceae. Inga underarter finns listade i Catalogue of Life.